# Heinrich von Mühler
Heinrich Mühler, à partir de 1833 von Mühler (né le 4 novembre 1813 à Brieg, province de Silésie et mort le 2 avril 1874 à Potsdam) est un avocat et homme politique prussien. Il est membre du Conseil supérieur de l'Église protestante et, de 1862 à 1872, ministre prussien de l'Éducation.

## Origine
Mühler est issu d'une famille silésienne dont la lignée commence avec Heinrich Mühler (vers 1677-1751), administrateur de l'hôpital comtal de Hochberg de Pless en Haute-Silésie.
Il est le fils du ministre prussien de la Justice Heinrich Gottlob von Mühler (1780-1857) et d'Ulrike Hoffmann. Celui-ci est anobli avec ses frères et sœurs le 22 décembre 1833 à Berlin.

## Biographie
Mühler étudie à l'école d'Halberstadt et de Breslau, puis étudie le droit à Berlin à partir de 1830 avec un doctorat en 1835. Au cours de ses études, il devient membre de l'Alte Breslauer Burschenschaft der Raczeks (de) en 1830.
Nommé au ministère par le ministre prussien de l'Éducation Friedrich Eichhorn en 1840, Mühler devient conseiller du gouvernement en 1842 et conférencier en 1846. Il développe un nouvel ordre scolaire (loi de 1845) et à partir de 1845 est l'un des acteurs clés de la tentative de réforme de l'ordre ecclésiastique pour l'Église protestante de Prusse. En 1850, il devient membre du nouveau Conseil supérieur de l'Église protestante prussienne. Là, avec Friedrich Julius Stahl (de), il représente les intérêts du luthéranisme confessionnel au sein de l'Union. Au cours du remaniement gouvernemental pendant le conflit constitutionnel prussien, il est nommé le 18 mars 1862 Ministre des affaires spirituelles, éducatives et médicales (= ministre de l'Éducation) dans le gouvernement conservateur d'Adolphe de Hohenlohe-Ingelfingen. Après la mort du président Rudolf von Uechtritz (de), il prend également la direction provisoire du Conseil de l'Église protestante prussienne entre août 1863 et janvier 1865.
La nomination de Mühler est controversée dès le départ. Bien qu'il ait travaillé pendant de nombreuses années à un poste de premier plan au ministère de l'Éducation, le grand public ne connaissait guère que ses poèmes. Cependant, son ministère est rapidement critiqué pour avoir empêché les réformes nécessaires et pour avoir géré un budget trop serré, notamment en ce qui concerne la rémunération des enseignants et les fonds de pension concernés. De plus, il n'a pas soutenu l'alliance temporaire d'Otto von Bismarck avec les libéraux après 1866 et s'est opposé à lui dans le Kulturkampf grandissant. Au cours de son mandat, il est appelé à plusieurs reprises à démissionner. En 1870, il a déjà demandé sans succès son renvoi, qui lui est accordé le 12 janvier 1872 à sa nouvelle demande.
De 1867 à 1871, Mühler est député du Reichstag de la Confédération de l'Allemagne du Nord en tant que représentant de la 2e circonscription d'Oppeln (Oppeln). Il ne rejoint aucune faction au Parlement et reste un conservateur indépendant.

## Famille
En 1841, il se marie avec Adelheid Malwine Fanny von Goßler (née le 28 janvier 1821 à Berlin et morte le 5 octobre 1901 à Potsdam), une fille du procureur général de Westphalie Conrad Christian von Goßler (de) (1769-1842) et d'Henriette Charlotte von Rumohr (de) (1786-1845). Le couple a trois filles :
- Georgina Johanne Christine (1841-1909)
- Charlotte (1847–1925) mariée avec Heinrich von Schwerin (de) (1836–1888), directeur général du paysage de Poméranie
- Élisabeth (1849-1903)